# Никарагуанский жестовый язык
Никарагуанский жестовый язык (Nicaraguan Sign Language, ISN, исп. Idioma de Señas de Nicaragua) — язык жестов, самостоятельно разработанный глухими детьми в ряде школ в западных районах Никарагуа в 1970-х и 1980-х годах. Он представляет особый интерес для лингвистов, поскольку даёт уникальную возможность изучать обстоятельства рождения нового языка.
До 1970-х годов в Никарагуа не было какого-либо организованного сообщества глухих. Глухие люди были в значительной степени изолированы друг от друга и использовали простые «домашние» знаковые системы и жесты («mímicas»), чтобы общаться со своими семьями и друзьями. Условия, необходимые для создания языка, возникли в 1977 году, когда Центром специального образования была создана программа, в которой изначально приняли участие 50 глухих детей. Количество студентов в школе (в Манагуа) выросло до 100 в 1979 году, когда началась Сандинистская революция.
В 1980 году профессионально-техническое училище для глухих подростков была открыто в районе Манагуа Вилла Либертад. К 1983 году было более 400 глухих студентов, обучающихся в двух подобных школах. Изначально программа, как подчёркивалось, была основана на испанском языке и чтении по губам, при этом использование знаков учителем было ограничено дактилологией (используя простые признаки жестового алфавита). Программа не достигла каких-либо значительных успехов и большинство учащихся было не в состоянии понять сути испанских слов. Однако дети время от времени оставались лингвистически изолированы от своих учителей — на школьном дворе, на улице или в школьном автобусе, — и это создало плодородную почву для их общения друг с другом. При этом из комбинации жестов и привычных каждому ученику своих собственных «домашних» жестов возник пиджиноподобный язык, который в скором времени развился в креольский язык. Этот «первоэтапный» пиджин был назван Lenguaje de Signos Nicaragua (LSN) и до сих пор используется многими из тех, кто ходил в школу в это время.
Сотрудники школы, не подозревая о развитии этого нового языка, рассматривали детские жесты как пантомиму и отказ обучаться испанскому языку. Они не могли понять, о чём дети говорят друг с другом, поэтому попросили помощи извне, и в июне 1986 года никарагуанское министерство образования связалось с Джуди Кегл, лингвистом из Массачусетского технологического института, изучающей языки жестов. Когда Кегл и другие исследователи начали анализировать язык, они заметили, что маленькие дети взяли пиджиноподобные формы общения старших детей и возвели их на более высокий уровень сложности, с глаголами и другими конвенциями грамматики. Этот более сложный язык жестов теперь известен как Idioma de Señas de Nicaragua. (ISN).